# Giacomo De Franchi Toso
Giacomo De Franchi Toso (* 1590 in Genua; † 1657 ebendort) war der 109. Doge der Republik Genua und König von Korsika.

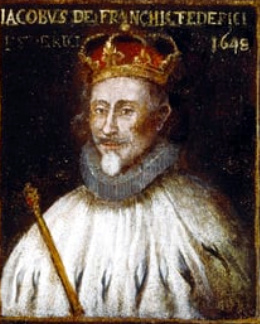
Giacomo De Franchi Toso

## Leben
Er wurde um 1590 als Sohn von Federico De Franchi Toso (Doge von 1623 bis 1625) und Maddalena Durazzo in Genua geboren.
Seinen ersten öffentlichen Auftrag, der im Wesentlichen ein repräsentativer Auftritt war, erhielt er im Alter von 25 Jahren, als er zusammen mit dem jungen Adligen Cesare Durazzo den Admiral der französischen Flotte im Golf von Genua empfing und ihn anschließend zu einem Besuch in die Stadt mitnahm. Giacomo De Franchi Toso, der zwischen 1615 und 1620 dem Magistrat der Fallimenti (oder Rotti) angehörte, war dann Mitglied des Magistrats der Straordinari mit Zivilgerichtsbarkeit, 1621 Hauptmann der Stadt und einer der Conservatori del Mare.
1622 wurde er zum Hauptmann des Kapitanats von Rapallo gewählt, verzichtete aber zunächst aus gesundheitlichen Gründen darauf, zog aber im folgenden Jahr, als sein Vater zum neuen Dogen von Genua gewählt wurde (1623), als Syndikus in das Dorf an der Riviera di Levante. Zwischen 1623 und 1624 war er „Padre del Comune“ und leitete in dieser Funktion die Arbeiten zum Wiederaufbau des alten Piers.
Als 1625 der Krieg zwischen der Republik Genua und dem Herzogtum Savoyen ausbrach, musste er in die Hauptstadt zurückkehren, wo er zu den dreißig Hauptleuten der Stadt gehörte, die mit der Suche und Ausbildung neuer Soldaten für die Verteidigung Genuas beauftragt waren. Nach dem Ende der Feindseligkeiten zwischen den beiden Staaten wurde er als außerordentlicher Kommissar – zusammen mit Giovanni Andrea Gentile – auf die Insel Korsika geschickt, um einen möglichen, von Herzog Karl Emanuel I. von Savoyen angestifteten Aufstand gegen die Genuesen zu kontrollieren und zu überwachen.
In den Jahren 1628–1629 war er Hauptmann und Kommissar der im Osten Liguriens gelegenen Zitadelle von Sarzana. Mit dem Vordringen der Pest im gesamten ligurischen Gebiet kehrte er nach Genua zurück, wo er die Position des Gesundheitschefs innehatte.
Nach dem Ende der Epidemie wurde er um 1630 zum Gouverneur von Savona ernannt, wo er sich neben seinen Verwaltungsaufgaben auch um die wirtschaftliche Neuordnung und die Wiederbelebung des Handels und des Hafens von Savona nach der Seuche kümmern musste. In der westlichsten Stadt Liguriens setzte er verschiedene Maßnahmen um, vor allem der Steuern: unter anderem eine beträchtliche Senkung der an die Zentralregierung in Genua zu zahlenden Steuern (60.000 Genueser Lire als einmalige Zahlung). Eine Maßnahme, die von den Historikern als notwendig erachtet wurde, nicht nur um die Wirtschaft Savonas wieder anzukurbeln, sondern auch um die Unzufriedenheit oder mögliche Vergeltungsmaßnahmen gegen die Republik Genua zugunsten einer nicht unwahrscheinlichen pro-savoyischen Haltung nach den Ereignissen von 1625 zu dämpfen.
Als er 1632 nach Genua zurückkehrte, war er Prior des Magistrats der Armen und später des Magistrats der Banken. 1633 wurde er zum Generalkommissar gegen Banditen ernannt und am 4. August desselben Jahres zum Botschafter der Republik am Hof von König Philipp IV. von Spanien. Wie sein Vorgänger Giovanni Battista Lomellini im Jahr 1630 verfolgte auch Giacomo De Franchi Toso die von Genua diktierte Linie, die vorsah, innerhalb der vorgegebenen Grenzen und Möglichkeiten die Ehre, das Prestige, die Interessen und Belange der Republik „hochzuhalten“, auch aufgrund der neuen und zunehmenden „wirtschaftlichen und maritimen Unabhängigkeit Genuas“ gegenüber dem spanischen Machtbereich. Ein klarer Kurswechsel, der unweigerlich zu politischen und wirtschaftlichen Gegensätzen zwischen der Republik und dem Königreich Spanien führte. Nachdem er dem neuen Botschafter Luca Giustiniani, der ihn in Barcelona traf, Platz gemacht hatte, konnte er im September 1637 nach Genua zurückkehren.
1640 kehrte er in ein öffentliches Amt zurück und wurde zum Konservator der Gesetze, 1644 zum Stellvertreter der Finanzen und 1645 zum Magistrat der Börse und Friedensstifter ernannt. Schon bei den Dogenwahlen von 1646 stand er kurz davor, zum Dogen ernannt zu werden. Bei dieser Wahlversammlung war auch sein älterer Bruder Gerolamo De Franchi Toso unter den verschiedenen Kandidaten der beiden Adelsfraktionen (der „alten“ und der „neuen“). Beide erhielten vom Großen Rat 153 Stimmen, die jedoch nicht ausreichten, um die 159 Stimmen für die Ernennung des neuen Dogen Luca Giustiniani zu übertreffen. Die Spannungen zwischen den beiden Brüdern Giacomo und Gerolamo setzte sich bei der Wahl des neuen Dogen von 1648 fort, die am 1. August mit 172 Stimmen zu seiner Ernennung führte; Gerolamo De Franchi Toso erhielt nur 165 Stimmen. Als Doge wurde er auch mit dem damit verbundenen zweijährigen Amt des Königs von Korsika ausgestattet.

### Doganat und letzte Jahre
Die Amtszeit des Dogen – die 64. in der zweijährigen Folge und die 109. in der Geschichte der Republik – war geprägt von der versuchten Verschwörung des Adligen Stefano Raggio gegen verschiedene Mitglieder des genuesischen Adels, darunter der Doge Giacomo De Franchi Toso. Die Adligen Ottaviano Sauli und Tobia Pallavicini beschuldigten Raggio des ganzen Komplotts, das darin bestand, die als „antifranzösisch“ geltende Gruppe während der Fronleichnamsprozession zu töten. Eine Anschuldigung, die durch das Erwähnen von Raggios Namen in einem Brief von Gian Paolo Balbi (einem weiteren Verdächtigen der Verschwörung) verschärft wurde und den verhafteten Stefano Raggio dazu brachte, sich im Gefängnis mit einem Rasiermesser das Leben zu nehmen. In zwei Briefen des Dogen Giacomo De Franchi Toso, an den Vertreter der Republik Genua Giovanni Battista Lazagna, vom 1. Juli und 8. Juli heißt es jedoch, dass Stefano Raggio „in extremis“ vor dem Selbstmord bewahrt wurde, dass er vorübergehend geheilt wurde um dem Schnellverfahren beizuwohnen, und dann wegen Hochverrats und versuchten Mordes am Dogen zum Tode verurteilt wurde. Da es zwei verschiedene Versionen des Sachverhalts gibt ist nur gesichert, dass Stefano Raggios erhängter Körper am 7. Juli 1650 auf dem öffentlichen Platz ausgestellt wurde.
Eine andere „staatliche“ Episode, die aufgrund ihrer europäischen Dimension schwerwiegender war, ereignete sich während seiner Amtszeit im Jahr 1649. Der Durchzug der savoyischen Truppen durch das genuesische Territorium von Pieve di Teco, mit dem Zugeständnis des Hauptmanns von Pieve di Teco, verärgerte den spanischen Botschafter in Genua, der sich kurz darauf direkt an den Dogen De Franchi Toso wandte. Dieser sah die Reaktion des spanischen Diplomaten und rief den Verantwortlichen der Garnison von Pieve di Teco in den Dogenpalast, was jedoch nicht ausreichte, um die neue Situation zu entspannen, da es dem Dogen an Schärfe fehlte, und er dem Diplomaten antwortete, dass die Republik Genua in ihren Gesetzen, ihrem Verhalten und ihren Entscheidungen gegenüber der spanischen Krone unabhängig sei. Diese „Härte“ des höchsten Staatsamtes wurde bald von der Madrider Regierung „bestraft“, die die Verhandlungen mit den Genuesen über die Abtretung des lunigianischen Gebiets von Pontremoli abbrach und die Lehen endgültig an das Großherzogtum Toskana abtrat.
Auch im religiösen Bereich versuchte der Doge Giacomo De Franchi Toso, seine institutionelle Rolle und damit die Souveränität der Republik zu behaupten, indem er mehrmals in offiziellen Schreiben die Missbräuche in der Zivilgerichtsbarkeit anprangerte, die vom genuesischen Klerus und insbesondere von Kardinal Stefano Durazzo begangen wurden, den der Heilige Stuhl bereits für eine gewisse Zeit aus Genua abgesetzt hatte. In anderen Schreiben, die er im Sommer 1649 an seinen genuesischen Vertreter Giovanni Battista Lazagna schickte, bat er Papst Innozenz X. offiziell darum, Kardinal Durazzo endgültig aus Genua zu entheben.
Als er am 1. August 1650 aus dem Dogenamt ausschied und zum ewigen Prokurator ernannt wurde, setzte er seine Arbeit für den genuesischen Staat fort und knüpfte wirtschaftliche Beziehungen mit der Banco di San Giorgio. Als 1656–1657 im ligurischen Gebiet eine neue Pestepidemie ausbrach, wurde er zum Gesundheitskommissar ernannt und versuchte, die Notlage einzudämmen und neue öffentliche Maßnahmen vorzubereiten. Er erkrankte selbst an der Pest und starb noch im selben Jahr in Genua. Der Leichnam von Giacomo De Franchi Toso wurde in der Kirche San Francesco di Castelletto beigesetzt, in der auch andere Dogen und Mitglieder seiner Familie begraben sind.

## Privatleben
Aus seiner Ehe mit Maria Giustiniani gingen drei Kinder hervor: Livia, die Giovan Stefano Pallavicini heiratete; Federico, der Battistina Ariolo heiratete; Settimia, die Gattin von Giulio Spinola, dem Marquese von Arquata Scrivia.